# Vodojem na Petrově
Vodojem na Petrově se nachází na bývalé parkánové zdi na pozemku brněnského biskupství v Denisových sadech v Brně-městě a byl využíván až do roku 1873. Vodojem je součásti národní kulturní památky Petrov v Brně a je uváděn pod katalogovým číslem 1000124364_3004 vodojem.

## Historie
Zhoršená situace zásobování pitnou vodou ze znečištěných studní v Brně byla řešena postavením prvního vodovodu a vodojemu v roce 1416. Říční voda byla čerpána pomocí vodního kola z Lamplova mlýna postaveného na Svrateckém náhonu. Později byla přidána další vodní kola a v roce 1853 posíleny o parní stroj. Od roku 1864 byla voda čerpána jedním vodním kolem, který poháněl dvě tlaková čerpadla a parním strojem, který poháněl šest čerpadel. První dva kilometry dlouhé kamenné potrubí vedlo vodu k pumpám podél Svrateckého náhonu a druhé kombinované dřevěné (vrtané borové kmeny) a železné přivádělo vodu do dřevěných nádrží na Puhlík (do výšky 44,2 m) a odtud do kašen na Dolním a Horním trhu. Vodu využívaly i pivovary, dvě městské sladovny a vysocí představitelé města, šlechty, kléru a klášterů. Na vystavění vodovodu měli zásluhu konšel Václav Haze, který vodovod financoval, s kutnohorským stavitelem Prokopem Peyskem. Podle zdroje Brněnské podzemí to byl stavitel Prokop z Písku, který vystavěl vodovod v Čáslavi, a Václav Haas. Smlouvu z 2. prosince 1415 o vybudování vodovodu v Brně potvrdil 3. července 1416 sám král Václav IV.
Při rozšiřování sadů na Petrově (Denisovy sady) v roce 1818 byly dřevěné nádrže odstraněny a vybudován dřevěný vodojem a současně postaveny dva zděné vodojemy na parkánové zdi. Vodojemy sloužily od roku 1820 do 1873, kdy byla postavena úpravna vod v Pisárkách. Upravená voda  byla čerpána do dvou tlakových pásem, z nichž nižší tlakové pásmo bylo na Žlutém kopci a vyšší pásmo na Špilberku. Vodojem byl v roce 2005 opraven a rekonstruován.

## Popis
Vodojem byl postaven z pálených cihel. Má dvě komory o rozměrech 15,8 a 16,5 m s proměnlivou šířkou od 3,7 do 6,30 m, výška objektu je osm metrů. Vnitřní stěny jsou omítnuté cementovou maltou. Komory jsou zaklenuty valenou klenbou. Stěny komor jsou propojeny kovovými táhly. Fasáda je provedena z režného zdiva v novorománském stylu s dvaceti dvěma okny v novorománských obloucích.